# Alyssum calycocarpum
Alyssum calycocarpum är en korsblommig växtart som beskrevs av Franz Josef Ivanovich Ruprecht. Alyssum calycocarpum ingår i släktet stenörter, och familjen korsblommiga växter. Inga underarter finns listade i Catalogue of Life.